# Kelliellidae
Famille
Kelliellidae est une famille de mollusques bivalves.

## Liste des genres
Selon World Register of Marine Species (1 juin 2016) :
- genre Alveinus Conrad, 1865
- genre Davidaschvilia Merklin, 1950 † genre éteint
- genre Kelliella M. Sars, 1870
- genre Pauliella Munier-Chalmas, 1895
- genre Zhgentiana A. W. Janssen, R. Janssen & van der Voort, 2015 † genre éteint

Selon ITIS (1 juin 2016) :
- genre Kelliella M. Sars, 1870